# Marty Reisman
Marty Reisman (* 1. Februar 1930 in Manhattan; † 7. Dezember 2012 in New York City) war ein amerikanischer Tischtennisspieler. Er nahm an sieben Weltmeisterschaften teil und gewann dabei fünf Bronzemedaillen.

## Werdegang
Marty Reisman war der Sohn eines Taxifahrers. Von 1948 bis 1967 nahm er an sieben Weltmeisterschaften teil. 1948 und 1949 wurde er im Mannschaftswettbewerb Dritter, 1949 erreichte er zudem im Einzel und im Mixed mit Peggy McLean das Halbfinale. Im Einzel unterlag er dem Tschechen Bohumil Váňa. Seine fünfte und letzte Bronzemedaille holte er bei der WM 1952 mit Douglas Cartland. 1949 siegte er bei den Offenen Englischen Meisterschaften, indem er im Endspiel Victor Barna schlug.
Mitte 1948 belegte er in der ITTF-Weltrangliste Platz fünf.
Marty Reisman bestritt oft Schaukämpfe, so beispielsweise 1952 in Deutschland mit Douglas Cartland. Sein Verhalten wurde vom amerikanischen Tischtennisverband nicht immer gebilligt und brachte ihm zuweilen Sperren ein, etwa 1951 für ein Jahr sowie vom Oktober 1959 bis Januar 1960.
Marty Reisman spielte mit einem klassischen Noppengummi-Schläger mit Noppen außen und ohne Schwammunterlage. Er bestritt noch in fortgeschrittenem Alter weiter Schaukämpfe und nahm an Wettbewerben teil, bei denen nur derartige Schläger zugelassen waren. 1997 gewann er im Alter von 67 Jahren die United States National Hardbat-Championships und wurde dadurch zum ältesten Spieler, der jemals einen offenen nationalen Wettbewerb in einem Rückschlagspiel gewann.
1974 veröffentlichte er seine Autobiographie The Money Player, The Confessions of America's Greatest Table Tennis Player and Hustler (ISBN 978-0688002732, Morrow-Verlag). 2003 erhielt er den Mark Matthews Lifetime Achievement Award.

## Privat
Marty Reisman war verheiratet und hatte eine Tochter.

## Turnierergebnisse
| Verband | Veranstaltung     | Jahr | Ort       | Land | Einzel     | Doppel     | Mixed        | Team |
| ------- | ----------------- | ---- | --------- | ---- | ---------- | ---------- | ------------ | ---- |
| USA     | Weltmeisterschaft | 1967 | Stockholm | SWE  | letzte 64  | letzte 64  | keine Teiln. |      |
| USA     | Weltmeisterschaft | 1959 | Dortmund  | FRG  | letzte 64  | letzte 64  | keine Teiln. |      |
| USA     | Weltmeisterschaft | 1957 | Stockholm | SWE  | letzte 64  | letzte 32  | letzte 32    | 5    |
| USA     | Weltmeisterschaft | 1952 | Bombay    | IND  | letzte 64  | Halbfinale | letzte 16    |      |
| USA     | Weltmeisterschaft | 1951 | Wien      | AUT  | letzte 16  | letzte 16  | letzte 16    | 4    |
| USA     | Weltmeisterschaft | 1949 | Stockholm | SWE  | Halbfinale | letzte 16  | Halbfinale   | 3    |
| USA     | Weltmeisterschaft | 1948 | Wembley   | ENG  | letzte 32  | letzte 16  | letzte 16    | 3    |